# Con đường sáng (phim video)
Con đường sáng là bộ phim video do Cục Điện ảnh Việt Nam sản xuất, kịch bản và đạo diễn bởi Đinh Thái Thụy. Phim phát sóng lần đầu vào năm 2008.

## Diễn viên
- Ngọc Hùng trong vai Hùng Anh
- Lê Bê La trong vai Hồ Giao
- Ngọc Hân trong vai Hồ Mến
- Hoàng Ân trong vai Kê Ru
- Bảo Anh trong vai Hồ Thơm
- Ngọc Bình trong vai A Cả
- Hữu Thành trong vai A Vỗ
- Ngọc Hùng trong vai Hùng Anh

## Giải thưởng
| Năm  | Giải thưởng         | Đề cử | Kết quả       | Nguồn |
| ---- | ------------------- | ----- | ------------- | ----- |
| 2009 | Giải Cánh diều 2008 | —     | Cánh diều Bạc | [ 1 ] |